# Cyphoderris
Cyphoderris is een geslacht van rechtvleugeligen uit de familie Prophalangopsidae. De wetenschappelijke naam van dit geslacht is voor het eerst geldig gepubliceerd in 1864 door Uhler.

## Soorten
Het geslacht Cyphoderris omvat de volgende soorten:
- Cyphoderris buckelli Hebard, 1934
- Cyphoderris monstrosa Uhler, 1864
- Cyphoderris strepitans Morris & Gwynne, 1978